# 賈斯汀·巴薩
賈斯汀·李·巴薩（英語：Justin Lee Bartha，1978年7月21日—）是一位美國演員。他的主要電影作品有在國家寶藏系列中出演Riley Poole，以及在醉后大丈夫1-3部中出演Doug Billings。

## 個人生平
賈斯汀·巴薩出生於美國佛羅里達州羅德岱堡，在密西根州West Bloomfield長大，畢業於紐約市的紐約大學。賈斯汀·巴薩是在一個猶太家庭中長大。他的父親Stephen是房地產開發商，而母親Betty是學校老師。他有一個哥哥Jeffrey。

## 外部連結
- 賈斯汀·巴薩在互联网电影资料库（IMDb）上的資料（英文）
- 在AllMovie上賈斯汀·巴薩的頁面（英文）